# Мелетий Икономидис
Мелетий (на гръцки: Μελέτιος, Мелетиос) е гръцки духовник, епископ на Вселенската патриаршия.

## Биография
Роден е на Принцовите острови с фамилията Икономидис (Οικονομίδης). В 1864 година завършва с отличие Халкинската семинария. Служи като протосингел на Месемврийската митрополия.
На 7 май 1869 година в църквата „Свети Георги“ е ръкоположен за титулярен селевкийски епископ, и назначен за викарий на Мелнишката митрополия при митрополит Дионисий Мелнишки. Ръкополагането е извършено от митрополит Никодим Воденски в съслужение с бившия литицки митрополит Йосиф и бившия родополски архиепископ Генадий. Дионисий Мелнишки живее в Цариград, а в Мелник е изпратен Мелетий. Остава в Мелник до 5 април 1874 година, когато е отстранен въпреки протестите на местното население.
На 21 февруари 1876 година е избран за трикийски епископ, какъвто остава до смъртта си в Атина в 1886 или на 11 февруари 1887 година.